# ベルティ・フォクツ
ハンス＝フーベルト・“ベルティ”・フォクツ（Hans-Hubert „Berti“ Vogts, 1946年12月30日 - ）は、ドイツ（旧西ドイツ）出身のサッカー選手、サッカー指導者。
選手時代のポジションは右サイドバック。マンマークに長け、その粘り強さからテーリア（Der Terrier）のニックネームで呼ばれた。

## 経歴

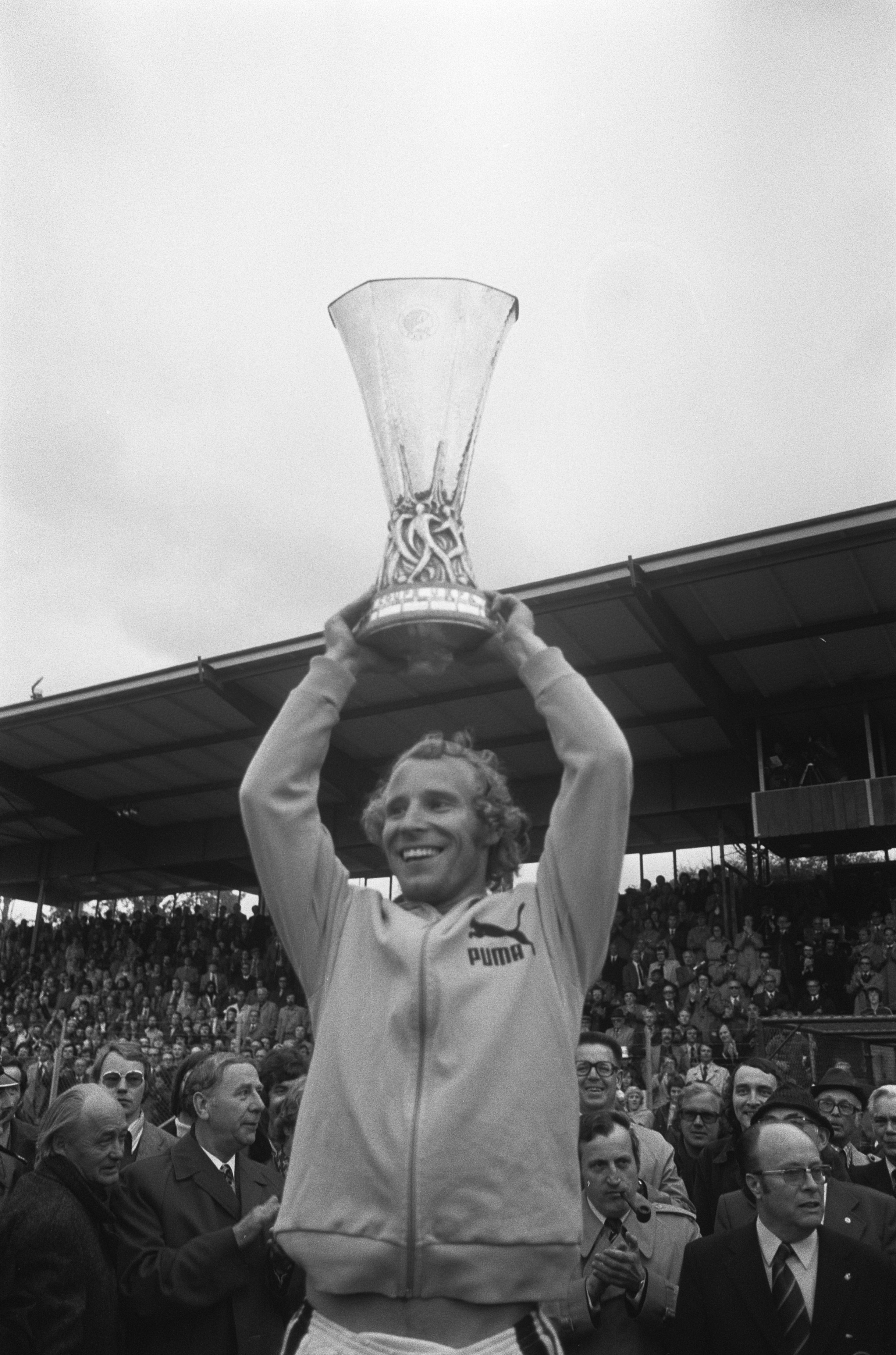
ボルシアMG選手時代（1975年）

1954年、7歳のときに地元クラブのVfRビュトゲンに加入、1965年にボルシア・メンヒェングラートバッハ（以降：ボルシアMG）に移籍。1970年代のボルシアMG黄金時代の中心選手の一人となり、1979年に引退するまで同クラブでプレーした。獲得したタイトルはドイツ・ブンデスリーガでの優勝5回、DFBポカール優勝1回、UEFAカップ優勝2回。ブンデスリーガでは419試合33ゴール、ヨーロッパカップでは64試合8ゴールを記録している。
西ドイツ代表では1967年から1978年までプレーして、3回のFIFAワールドカップに出場。1974年大会では優勝メンバーの一人となった。決勝戦ではオランダ代表のキープレイヤー・ヨハン・クライフを完璧に抑え切り、西ドイツの勝利に貢献した。EURO1976ではチェコスロバキア代表に敗れて準優勝に終わっている。1978年大会には西ドイツ代表主将として出場した。しかし1978-79年シーズン、DFBポカール決勝での負傷により引退を余儀なくされた。
引退後はU-20代表の監督、A代表のアシスタントコーチ、監督を歴任。UEFA欧州選手権1992でドイツを準優勝に、UEFA欧州選手権1996では優勝に導いた。しかし1994年ワールドカップと1998年ワールドカップでは準々決勝で敗退し、1998年10月に辞任した。
2007年からは、ナイジェリア代表を率いていたが、2008年にアフリカネイションズカップの準々決勝敗退の責任を取り辞任した。
2008年、アゼルバイジャン代表の監督に就任したが、2014年10月17日に辞任した。
2015年3月26日、アメリカ合衆国代表のテクニカルアドバイザーに就任した。

## 所属クラブ
- ボルシアMG 1965-1979

## 代表歴

### 出場大会
- 西ドイツ代表
  - 1970 FIFAワールドカップ
  - 1974 FIFAワールドカップ
  - 1978 FIFAワールドカップ

### 試合数
- 国際Aマッチ 96試合 1得点（1967年-1978年）[5]

| 西ドイツ代表 | 国際Aマッチ | 国際Aマッチ |
| 年           | 出場        | 得点        |
| ------------ | ----------- | ----------- |
| 1967         | 2           | 0           |
| 1968         | 11          | 0           |
| 1969         | 7           | 0           |
| 1970         | 14          | 0           |
| 1971         | 7           | 0           |
| 1972         | 1           | 0           |
| 1973         | 5           | 0           |
| 1974         | 14          | 0           |
| 1975         | 7           | 0           |
| 1976         | 7           | 1           |
| 1977         | 11          | 0           |
| 1978         | 10          | 0           |
| 通算         | 96          | 1           |

## 指導歴
- U-20西ドイツ代表 1979-1986
- 西ドイツ代表：アシスタントコーチ 1986-1990
- ドイツ代表 1990-1998
- バイエル・レヴァークーゼン 2000-2001
- クウェート代表 2001-2002
- スコットランド代表 2002-2004
- ナイジェリア代表 2007-2008
- アゼルバイジャン代表 2008-2014

## タイトル

### 選手時代
ボルシア・メンヒェングラートバッハ
- ブンデスリーガ：5回（1969-70、1970-71、1974-75、1975-76、1976-77）
- DFBポカール：1回（1972-73）
- UEFAカップ：2回（1974-75、1978-79）

西ドイツ代表
- FIFAワールドカップ：1回（1974）
- UEFA欧州選手権：1回（1972）

個人
- キッカー誌ブンデスリーガベストイレブン：9回（1965-66、1967-68、1968-69、1969-70、1970-71、1972-73、1974-75、1975-76、1976-77）
- ドイツ年間最優秀サッカー選手賞：2回（1971、1979）
- FIFAワールドカップオールスターチーム：2回（1974、1978）

### 指導者時代
ドイツ代表
- UEFA欧州選手権：1回（1996）

個人
- ワールドサッカー世界最優秀監督賞：1回（1996）